# Vaga general espanyola del 27 de setembre de 2024
El 27 de setembre de 2024, es va efectuar una vaga general a Espanya en solidaritat amb el poble palestí en la guerra entre Israel i Gaza, convocada estatalment pels sindicats Confederació General del Treball (CGT) i Solidaritat Obrera. La demanda principal era el trencament de relacions diplomàtiques i comercials entre el govern espanyol i l'Estat d'Israel, així com la mateixa acció institucional a escala autonòmica.
Així mateix, es reclamava aturar el comerç d'armes entre Espanya i Israel en compliment del Tractat sobre el Comerç d'Armes ratificat per l'Estat espanyol el 2014, com també reconèixer els refugiats palestins com a tals per a poder acollir-los a l'Estat amb garanties. Pel que fa a les demandes autonòmiques, a Catalunya una de les peticions emeses al Govern era tancar la seu de l'Agència per a la Competitivitat de l'Empresa (ACCIÓ) a Tel-Aviv, mentre que al País Valencià es demanava a la Generalitat d'impedir que els vaixells que transportaven armes a Israel paressin en ports valencians a recarregar gasolina. També va haver-hi clams contra el suport econòmic i militar dels Estats Units d'Amèrica i la Unió Europea, sense el qual «aquest genocidi no hauria estat possible».

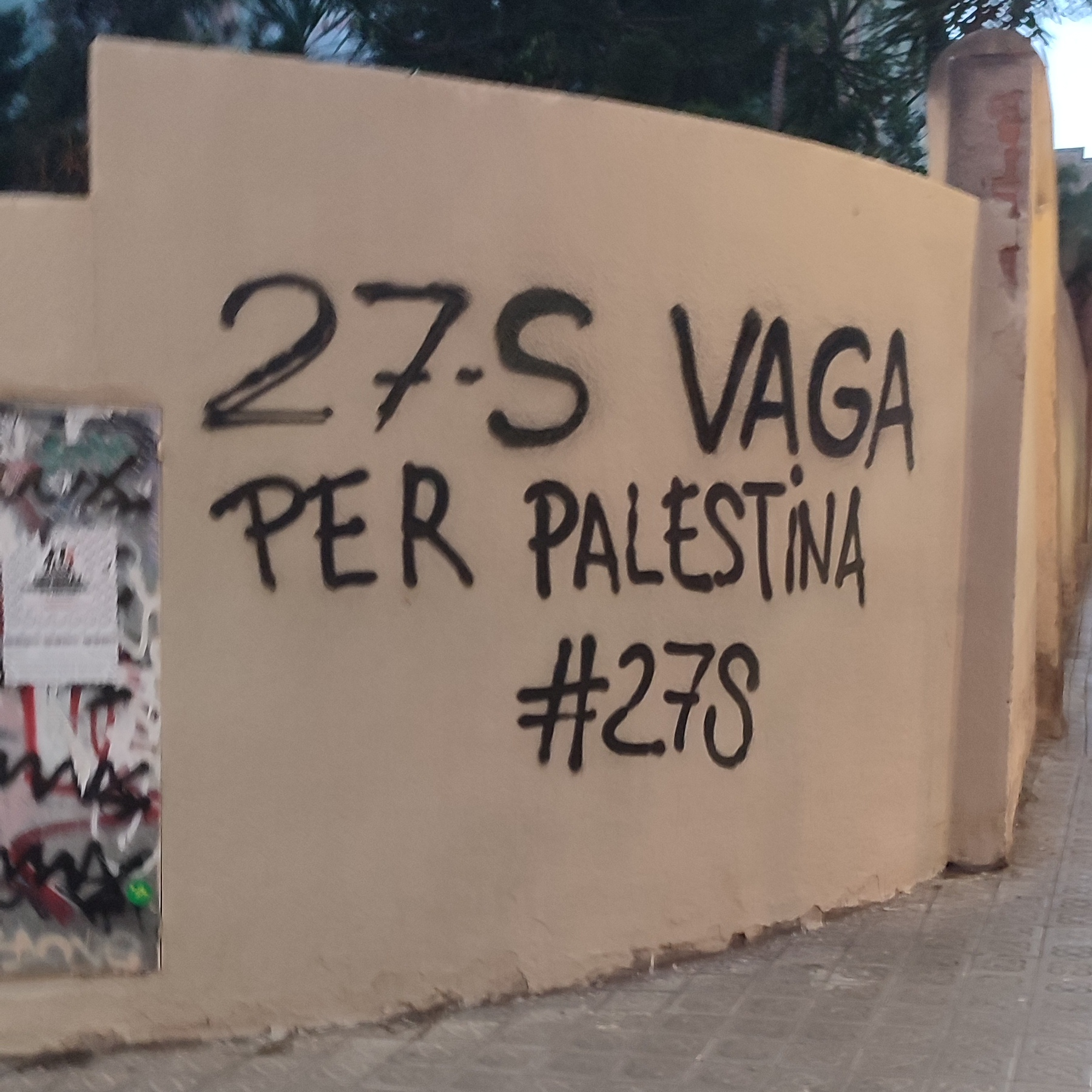
Grafit que anuncia la vaga general a Travessera de Dalt.

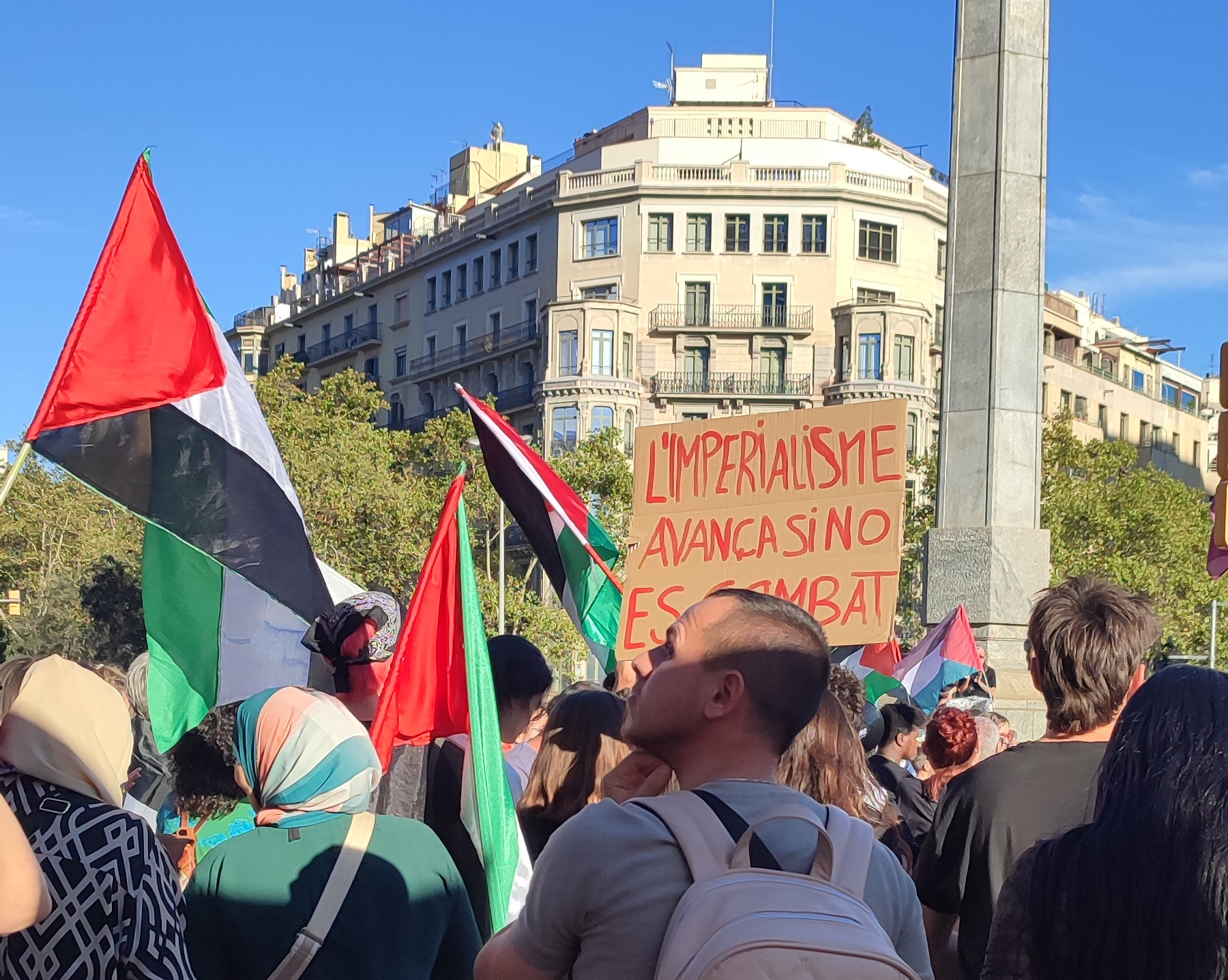
Manifestació als Jardinets de Gràcia.

La CGT i Solidaritat Obrera, els sindicats convocants, van advertir la dificultat que suposaria per a molts treballadors el fet d'adscriure's a aquesta vaga i van criticar el fet que els sindicats majoritaris no s'hi haguessin sumat a temps per a socialitzar àmpliament la convocatòria. Així i tot, van assegurar que en la vaga donarien cobertura legal a qualsevol treballador, per molt que no hi estigués afiliat. A part de les entitats convocants, es van adherir a la vaga desenes d'organitzacions dels Països Catalans i més de 200 en el si de l'Estat, d'entre les quals hi havia alguns sindicats estudiantils, l'Assemblea de l'Acampada per Palestina a la Universitat de Barcelona, Marea Pensionistes, el Comitè de Solidaritat de Palestina de Sants, Lluita Internacionalista, Crida LGBTI, Samidoun, Alkarama, Anticapitalistes, BDS Madrid, Ecologistes en Acció, l'Associació de Professionals de la Dansa de Catalunya, el Sindicat de Llogateres, la Candidatura d'Unitat Popular, el Teatre del Barrio de Madrid, la Coordinadora Obrera Sindical, Comissions de Base, el Sindicat Obrer Aragonès, la Xarxa Universitària Per Palestina, la Coordinadora Estatal per la Defensa del Sistema Públic de Pensions, el Corrent Revolucionari de Treballadors, Pan y Rosas, Contracorriente i Marea Verde.
A banda de l'aturada laboral, es va plantejar el dia com una jornada de lluita, amb la qual cosa es van dur a terme protestes i manifestacions en més de 50 ciutats de tot l'Estat, algunes de les quals convocades pel Sindicat d'Estudiants: n'hi va haver a Barcelona, València, Palma, Alacant, Elx, Madrid, Bilbao, Vitòria, Pamplona, Oviedo, Sevilla, Màlaga, Granada, Guadalajara, Valladolid, Burgos, Palència, Toledo, Santander, Sòria, Lleó, Tenerife, la Corunya, Ferrol, Santiago de Compostel·la, Pontevedra, Vigo, Ourense, Saragossa i Terol. Pel que fa estrictament a Catalunya, se'n van realitzar també als municipis de Manresa, Lleida, Girona, Tarragona, Martorell, Sabadell, Terrassa, Sant Cugat del Vallès, Vilanova i la Geltrú, la Pobla de Segur, Sant Joan Despí, Sant Antoni de Calonge, Palamós i Tortosa. En la manifestació unitària de Barcelona, convocada a la tarda per la plataforma Prou Complicitat amb Israel i la Comunitat Palestina de Catalunya, es van reunir milers de persones als Jardinets de Gràcia (40.000 segons els organitzadors, 4.500 d'acord amb la Guàrdia Urbana).
La vaga es va organitzar en continuïtat amb les desenes de manifestacions i protestes del moviment en suport al poble palestí en el curs anterior, dins del qual va tenir un paper destacat la mobilització universitària. A més, va tenir lloc durant el període d'ofensives d'Israel al Líban i poc abans del primer aniversari de l'atac de Hamàs a Israel del 7 d'octubre del 2023, que va causar una escalada de violència en el conflicte entre Israel i Palestina. La precedia una vaga anàloga a Catalunya del febrer del 2024 convocada per CGT Catalunya, la Intersindical-CSC i la IAC-CATAC, a petició del Sindicat de Treballadors i Treballadores de Palestina.